# Nephrotoma cingulata
Nephrotoma cingulata är en tvåvingeart som först beskrevs av William George Dietz 1918.  Nephrotoma cingulata ingår i släktet Nephrotoma och familjen storharkrankar. Inga underarter finns listade i Catalogue of Life.